# Maciej Major
Maciej Major – polski inżynier, dr hab. profesor uczelni Katedry Budownictwa Lądowego i dziekan Wydziału Budownictwa Politechniki Częstochowskiej.

## Życiorys
16 stycznia 2003 obronił pracę doktorską Fale przyspieszenia w wybranych nieliniowych materiałach sprężystych, następnie uzyskał stopień doktora habilitowanego. Został zatrudniony na stanowisku profesora nadzwyczajnego w Katedrze Mechaniki Technicznej na Wydziale Budownictwa Politechniki Częstochowskiej.
Jest profesorem uczelni w Katedrze Budownictwa Lądowego i dziekanem Wydziału Budownictwa Politechniki Częstochowskiej.
Był kierownikiem (p.o.) Katedry Mechaniki Technicznej i prodziekanem na Wydziale Budownictwa Politechniki Częstochowskiej.